# Clash: Artifacts of Chaos
Clash: Artifacts of Chaos es un videojuego de acción y aventura de 2023 desarrollado por ACE Team y publicado por Nacon. El juego es la tercera entrega de la serie Zeno Clash.

## Trama
La historia de Zeno Clash y Zeno Clash 2 tiene lugar en Zenozoik, el escenario de fantasía de Zeno Clash. El protagonista es un artista marcial llamado Pseudo que se convierte en el guardaespaldas del Niño, una pequeña criatura con poderes curativos deseados por la tirana Géminis y sus secuaces.

## Jugabilidad
Al igual que los títulos anteriores de la serie, la jugabilidad de Clash: Artifacts of Chaos se centra en el combate cuerpo a cuerpo sin armas. Mientras que sus dos predecesores utilizaron exclusivamente una [[Primera persona (videojuegos)] perspectiva en primera persona]] durante las secuencias de juego, la tercera entrega se reproduce principalmente en perspectiva en tercera persona. La primera persona se limita a secuencias breves que pueden conducir a la ejecución de ataques rematadores.
El combate contra seres inteligentes puede ir precedido de una ronda del Ritual, un juego de dados que otorga una ventaja táctica al ganador entre una variedad de opciones, como un aliado adicional o una nube de niebla opaca solo para el adversario.
Por primera vez en la serie, el juego presenta un sistema de personalización de personajes que incluye atributos para aumentar al subir de nivel y posturas de combate para desbloquear, como la postura de Lanza, que otorga ataques de largo alcance.
Otra innovación de la serie es el diseño del mundo tipo laberinto: en lugar de mapas divididos por pantallas de carga, Clash: Artifacts of Chaos tiene lugar en un mundo semi abierto inspirado en Bloodborne.

## Desarrollo
El juego se anunció en la conferencia de prensa en línea de Nacon Connect en julio de 2021 y su lanzamiento estaba originalmente programado para junio de 2022, pero se pospuso hasta noviembre de 2022, luego el 9 de febrero de 2023, y posteriormente el 9 de marzo de 2023.
Clash: Artifacts of Chaos utiliza un exclusivo filtro de renderizado de trama cruzada que le da un estilo de lápiz pintado a mano.
Después de una primera colaboración con ACE Team en SolSeraph y The Eternal Cilindro, el escritor de The Talos Principle Jonas Kyratzes ha estado involucrado en el desarrollo de Clash: Artifacts of Chaos.
Se distribuyó una demostración gratuita en el Steam Next Fest de octubre de 2022 y en el ID@Xbox Winter Game Demo Event.
En su lanzamiento, Clash recibió sólo un 64% de PCGamer y un 71% de Metacritic pero una puntuación del 95% en Steam. El cofundador de Ace Team, Carlos Bordeau, dijo: "No creo que nunca hayamos tenido una desconexión tan grande entre las puntuaciones de los críticos y los jugadores. Clash tiene un increíble índice de aprobación de Steam del 95% (el más alto para cualquiera de nuestros títulos) ...y las reseñas de prensa son en su mayoría: "meh"".